# 경북보건대학교 대운동장
경북보건대학교 대운동장(慶北保健大學校大運動場, Gyeongbuk College of Health Field)은 대한민국 김천시에 있는 체육 시설이다. 경북보건대학교의 부속 시설 중 하나로, 인조잔디 필드와 400m 육상 트랙 4개 레인이 갖춰져 있는 다목적 경기장이다. 2011년 7월 12일에 김천시청과 김천과학대학이 인조잔디 경기장 건설에 관한 협약을 맺어 사업비 8억 5000만 원이 지원되었다. 총 사업비는 약 15억 5천만 원으로, 이중 김천시청의 예산에서 5억 2,900만 원, 국민체육진흥기금에서 3억 5천만 원이 지원되었으며, 6억 7천만 원은 김천과학대학의 예산으로 충당했다.

## 같이 보기
- 경북보건대학교